# Високи суд (Ирска)
Високи суд (ир. An Ard-Chúirt) је првостепени суд за најважније грађанске и кривичне предмете и апелациони суд за грађанске предмете из Окружног суда у Ирској.

## Састав
Судије Високог суда именује предсједник Републике Ирске на приједлог Владе, односно судије именује Влада, а предсједник именовања само званично санкционише. Највише може бити 32 редовне судије Високог суда, али предсједник Окружног суда и главни судија Ирске су по своме звању судије Високог суда. Предмете обично разматра судија појединац али предсједник Високог суда може наредити да се поједини предмети разматрају у вијећима од три судије.

## Кривични предмети
Високи суд је познат под именом Централни кривични суд (ир. An Phríomh-Chúirt Choiriúil) када разматра кривичне предмете. Централни кривични суд разматра сљедеће предмете:
- издаје
- убиства (покушаје убиства и завјера за убиство)
- геноцид
- предмете према Женевској конвенцији
- силовања и друге озбиљне сексуалне преступе.

Сви предмети пред Централним кривичним судом се разматрају у вијећу од дванаест судија. Оптужени може бити осуђен са већином од десет судија. Жалбе на Централни кривични суд се могу послати у Апелациони кривични суд.

## Грађански предмети
Високи суд је првостепени суд за све важније грађанске предмете који су ван надлежности Окружног суда. Високи суд има такође право да разматра владине акте и акте других јавних органа, укључујући и одлуке нижих судова и истражних трибунала.
Жалбе на грађанске пресуде Високог суда се могу поднијети Врховном суду.